# 안톤 온드루시
안톤 온드루시(슬로바키아어: Anton Ondruš, 1950년 3월 27일~)는 슬로바키아의 축구인으로 선수 시절 포지션은 스위퍼였다. 체코슬로바키아 축구 국가대표팀의 주장으로서 UEFA 유로 1976에서 우승을 차지했다.